# Moment d'inertie normalisé
- Le moment d'inertie normalisé (ou dédimensionnalisé) d'un solide de symétrie sphérique est le rapport J/M R2 de son moment d'inertie J (par rapport à un axe passant par son centre) au produit de sa masse M par le carré de son rayon R.
- Le moment d'inertie normalisé (ou dédimensionnalisé) d'un corps céleste approximativement sphérique est le rapport J/M R2 de son moment d'inertie J (par rapport à l'axe de rotation du corps) au produit de sa masse M par le carré de son rayon R.

## Intervalle de valeurs
Le moment d'inertie normalisé J* d'un solide de symétrie sphérique peut varier entre 0 et 2/3 ≈ 0,667 :
- J* = 0 à la limite pour un corps dont toute la masse serait concentrée au centre ;
- J* = 2/5 = 0,4 pour une sphère homogène ;
- J* = 2/3 ≈ 0,667 à la limite pour un corps dont toute la masse serait concentrée en surface.

En pratique la densité d'un corps céleste ne diminue jamais avec la profondeur, si bien que son moment cinétique normalisé est toujours inférieur à 0,4. Plus il est petit, plus l'intérieur du corps est dense comparé aux couches superficielles.

## Moment d'inertie normalisé des objets du Système solaire
La plus petite valeur de J* est celle du Soleil, dont la densité au centre est particulièrement élevée. Viennent ensuite celles des planètes dites gazeuses (dont les couches superficielles sont à l'état gazeux). Parmi les corps solides la plus petite valeur est celle de Ganymède en raison de sa différenciation poussée et de la relativement faible densité de ses couches superficielles (glace).
| Corps    | Valeur              | Source | Notes                                                     |
| -------- | ------------------- | ------ | --------------------------------------------------------- |
| Soleil   | 0,070               | [ 1 ]  | Non mesuré                                                |
| Mercure  | 0,346 ± 0,014       | [ 2 ]  |                                                           |
| Vénus    | 0,337 ± 0,024       | [ 4 ]  |                                                           |
| Terre    | 0,3307              | [ 5 ]  |                                                           |
| Lune     | 0,3929 ± 0.0009     | [ 6 ]  |                                                           |
| Mars     | 0,366 2 ± 0,001 7   | [ 7 ]  |                                                           |
| Cérès    | 0,37                | [ 8 ]  | Non mesuré (équation de Darwin-Radau)                     |
| Jupiter  | 0,254               | [ 9 ]  | Non mesuré (solution approchée de l’équation de Clairaut) |
| Io       | 0,378 24 ± 0,000 22 | [ 10 ] | Non mesuré (équation de Darwin-Radau)                     |
| Europe   | 0,346 ± 0,005       | [ 10 ] | Non mesuré (équation de Darwin-Radau)                     |
| Ganymède | 0,311 5 ± 0,002 8   | [ 10 ] | Non mesuré (équation de Darwin-Radau)                     |
| Callisto | 0,354 9 ± 0,004 2   | [ 10 ] | Non mesuré (équation de Darwin-Radau)                     |
| Saturne  | 0,210               | [ 9 ]  | Non mesuré (solution approchée de l’équation de Clairaut) |
| Titan    | 0,341 4 ± 0,000 5   | [ 11 ] | Non mesuré (équation de Darwin-Radau)                     |
| Uranus   | 0,23                | [ 9 ]  | Non mesuré (solution approchée de l’équation de Clairaut) |
| Neptune  | 0,23                | [ 9 ]  | Non mesuré (solution approchée de l’équation de Clairaut) |
| Pluton   | 0,310               | [ 12 ] | Non mesuré                                                |
| Charon   | 0,305               | [ 12 ] | Non mesuré                                                |